# Staroseverská literatura
Staroseverská literatura je souhrnné označení pro literární prameny psané nebo tradované staroseversky (též označovaná jako stará severština) od jejich počátku, tj. cca od roku 800 n. l., až zhruba po konec 14. století. Dochovala se především na Islandu, díky jeho značné izolovanosti.
Staroseverskou literaturu lze rozčlenit na období vikinské (cca 800 až 1066 n. l.) a období severského středověku (1066 až 1397).

## Runové nápisy
Nejstarší památky jsou runové nápisy. Nejstarší nám známé nápisy jsou dokonce z 1. stol. n. l.

## Eddická poezie
Eddická poezie je strofická a anonymní poezie s volnějším metrem, která je zachována především ve Starší Eddě. Další písně tohoto stylu byly v novověku sesbírány a vydány ve sbírce Eddica minora („Menší Edda“). Podle obsahu můžeme eddické písně členit na mytologické a hrdinské.

## Skaldská poezie
Skaldská poezie je považována za nejautentičtější pramen doby vikinské. Jejich písně mají na rozdíl od eddických písní pevnou strukturu, a proto nemohlo dojít k jejich pozměnění. Hodnota tohoto pramene je tak nejen literární, ale lingvistická, protože zaznamenává pozvolný vývoj staroseverštiny, a v neposlední řadě i historická.

## Ságy
Ságy jsou psané v tzv. prozimetru – próze s vloženými strofami. Dlouho byly přenášeny pouze ústně, odtud pochází i jejich název (starosev. "segja" znamená "říkat"). Zapisování ság probíhalo od konce 12. nebo počátku 13. století.
1. Rodové ságy/ságy o Islanďanech (ættasǫgur; Íslendingasǫgur)
2. Královské ságy (Konungasǫgur)
3. Ságy o dávnověku (Fornaldarsǫgur; doslova „ságy o prehistorii“, o předvikingském období)
4. Ságy o současnosti (Samtídarsǫgur)
5. Ságy o biskupech (Biskupasǫgur)
6. Ságy o apoštolech/o světcích
7. Ságy o historii
8. Rytířské ságy (Riddarasǫgur)
9. Lživé ságy (Lygisǫgur)

## Zákoníky
Zákoníky jsou základní normativní texty staroseverské společnosti. Byly původně tradované ústně. Každý muž je slyšel za život několikrát celé a lze předpokládat, že je každý dobře znal, proto se v rodových ságách objevuje častá argumentace ohledně práva. Zákoník přednášel tzv. zákonopravce před zákonodárným sněmem. Ten si musel celý text zákoníku pamatovat. Opakovaným přednesem se text zákoníků sjednocoval. Zákoníky platily pro jednotlivé kraje, ve kterých se konal zákonodárný sněm ( na Islandu známe 1, z Norska 2, z Dánska 3 a ze Švédska cca 10 zákoníků). Zákoníky obsahují fráze, přísloví, metrické i básnické útvary.